# Morris Ankrum
Morris Ankrum (27 de agosto de 1896 – 2 de septiembre de 1964) fue un actor radiofónico, teatral, cinematográfico y televisivo de nacionalidad estadounidense.

## Primeros años
Su verdadero nombre era Morris Nussbaum, y nació en Danville, Illinois. Antes de su carrera de actor, Ankrum se dedicó a la vida académica, licenciándose en derecho en la Universidad del Sur de California, y siendo profesor asociado de economía de la Universidad de California en Berkeley. Sin embargo, mientras estaba en Berkeley colaboró con el departamento de arte dramático, y finalmente empezó a dar clases de teatro, dirigiendo también el Pasadena Playhouse.
Dentro del ámbito teatral, desde 1923 a 1939 actuó en varias obras representadas en el circuito de Broadway, entre ellas The Big Blow y Within the Gates.

## Carrera cinematográfica
Antes de ser contratado por Paramount Pictures en los años 1930, Nussbaum ya había cambiado su apellido por Ankrum. Sin embargo, tras entrar en el estudio eligió utilizar como nombre artístico "Stephen Morris", aunque en 1939 lo cambió a Morris Ankrum.
Las facciones severas y sus rasgos marcados le permitieron ser elegido para hacer papeles de reparto con personajes robustos y autoritarios, como científicos, militares (particularmente oficiales), jueces y psiquiatras en más de setenta filmes, la mayor parte de la serie B. Uno de sus papeles sobresalientes tuvo lugar en la película de Metro-Goldwyn-Mayer Tennessee Johnson (1942), un film biográfico sobre el presidente Andrew Johnson, en la que encarnaba al Senador Jefferson Davis. 
La carrera cinematográfica de Ankrum fue extensa y duró tres décadas, dedicándose principalmente al género de la ciencia ficción y al del western. Entre sus westerns figuran Ride 'Em Cowboy (1942), Vera Cruz (con Gary Cooper y Burt Lancaster), Apache (1954), y Cattle Queen of Montana, este último con Barbara Stanwyck y Ronald Reagan.
Con respecto a sus películas de ciencia ficción, algunas de ellas son Rocketship X-M (1950), Flight to Mars (1951), Red Planet Mars (1952), la película de culto Invasores de Marte (1953), y Los platillos volantes atacan la Tierra (1956). En 1957 interpretó a un psiquiatra en el clásico de ciencia ficción y film de culto Kronos, y encarnó a militares en Beginning of the End y The Giant Claw.

## Últimos años
A finales de 1958, la carrera como actor de cine de Ankrum podía darse como concluida, aunque continuó trabajando para la televisión. En la serie Stories of the Century, Ankrum encarnó al forajido Chris Evans, actuando junto a John Smith.
Ankrum hizo veintidós actuaciones en la serie de la CBS Perry Mason, desde la primera temporada de la misma en 1957 hasta el año de su muerte, 1964. También trabajó en producciones del género western como Las aventuras de Rin tin tin, Bronco, Maverick, Tales of the Texas Rangers, Cimarron City, Rawhide y The Rifleman.
El 25 de octubre de 1957, Ankrum hizo un papel importante en el episodio "Strange Land", de la serie western de la American Broadcasting Company/Warner Brothers Sugarfoot, protagonizada por Will Hutchins. En dicho episodio tuvo la oportunidad de trabajar junto a Rhodes Reason y Jan Chaney. Ankrum actuó de nuevo en Sugarfoot en 1959, en el episodio "The Wild Bunch". En 1961 fue un ranchero en la entrega "Incident at Dawson Flats" del western de ABC/WB Cheyenne, con actuaciones de Clint Walker, Jock Gaynor, Joan O'Brien, Gerald Mohr, y Hampton Fancher.
En la temporada 1958-1959, Ankrum actuó doce veces en la serie western protagonizada por Richard Carlson Mackenzie's Raiders, junto a actores como Brett King, Jack Ging, y Louis Jean Heydt.
En otro género, Ankrum participó en 1959 en un episodio de la sitcom de la CBS Dennis the Menace.
Además de su trabajo televisivo, Ankrum hizo trabajos ocasionales, sin aparecer en los créditos, en varios filmes de Roger Corman, a la vez que continuaba actuando en el teatro y dirigiendo en el Pasadena Playhouse.
Con su segunda esposa, la actriz y galerista Joan Wheeler, tuvo un hijo, David Ankrum, conocido por su papel de Adam en la serie Tabitha.
Morris Ankrum falleció en 1964 en Pasadena, California, a causa de una triquinosis. Fue enterrado en el Cementerio Spring Hill de Danville, Illinois. En el momento de su muerte todavía trabajaba para la serie Perry Mason. Su última actuación en Perry Mason se estrenó después de su muerte, y su último trabajo cinematográfico, Guns of Diablo, se estrenó en 1965.

## Selección de su filmografía
- Reunion in Vienna (1933)
- The Return of Hopalong Cassidy (1936)
- The Bandit Trail (1941)
- Doomed Caravan (1941)
- Ride 'Em Cowboy (1942)
- Roxie Hart (1942)
- Swing Fever (1943)
- Best Foot Forward (1943)
- The Thin Man Goes Home (1944)
- El cartero siempre llama dos veces (1946)
- Courage of Lassie (1946)
- Desire Me (1947)
- The Mighty McGurk (1947)
- Joan of Arc (1948)
- Juntos hasta la muerte (1949)
- Éramos desconocidos (1949)
- The Damned Don't Cry! (1950)
- En un lugar solitario (1950)
- Rocketship X-M (1950)
- Southside 1-1000 (1950)
- Flight to Mars (1951)
- My Favorite Spy (1951)
- Tomorrow Is Another Day (1951)
- Red Planet Mars (1952)
- Hiawatha (1952)
- Mexican Manhunt (1953)
- Invasores de Marte (1953)
- Apache (1954)
- Silver Lode (1954)
- Cattle Queen of Montana (1954)
- Vera Cruz (1954)
- Taza, Son of Cochise (1954)
- Drums Across the River (1954)
- Crashout (1955)
- The Eternal Sea (1955)
- Chief Crazy Horse (1955)
- Tennessee's Partner (1955)
- Earth vs. the Flying Saucers (1956)
- Death of a Scoundrel (1956)
- Beginning of the End (1957)
- Kronos (1957)
- The Giant Claw (1957)
- Zombies of Mora Tau(1957)
- El gigante de la tierra misteriosa (1958)
- How to Make a Monster (1958)
- Tower of London (1962)
- X (1963)
- Guns of Diablo (1965)

### Televisión
- Amos 'n' Andy  (1 episodio, 1951)
- The Pepsi-Cola Playhouse (1 episodio, 1953)
- Cowboy G-Men (3 episodios, 1953)
- The Life and Legend of Wyatt Earp (1 episodio, 1955)
- Schlitz Playhouse of Stars (3 episodios, 1953–1955)
- Four Star Playhouse (3 episodios, 1955–1956)
- Cavalcade of America (2 episodios, 1953–1956)
- Science Fiction Theatre (4 episodios, 1955–1956)
- You Are There (1 episodio, 1956)
- The Adventures of Jim Bowie (1 episodio, 1957)
- Lassie (1 episodio, 1957)
- Tombstone Territory (2 episodios, 1957 y 1959)
- Sugarfoot (2 episodios, 1957 y 1959)
- Maverick (2 episodios, 1957 y 1961)
- Tales of Wells Fargo (2 episodios, 1957 y 1961)
- The Veil (1 episodio, 1958)
- Have Gun – Will Travel (1 episodio, 1958)
- Sheriff of Cochise (1 episodio, 1958)
- Mackenzie's Raiders (12 episodios, 1958-1959)
- Sea Hunt (1 episodio, 1958)
- 26 Men (2 episodios, 1958)
- Wagon Train (1 episodio, 1958)
- Las aventuras de Rin tin tin (6 episodios, 1955–1958)
- Frontier Doctor (1 episodio, 1959)
- Lawman (1 episodio, 1959)
- Markham (1 episodio, 1959)
- Bat Masterson (1 episodio, 1959)
- Death Valley Days (1 episodio, 1959)
- Riverboat (1 episodio, 1959)
- Tombstone Territory (2 episodios, 1957–1959)
- Gunsmoke (1 episodio, 1960)
- Dennis the Menace (1 episodio, 1960)
- The Man from Blackhawk (1 episodio, 1960)
- Cheyenne (4 episodios, 1956–1961)
- Rawhide (2 episodios, 1959–1961)
- The Rifleman (2 episodios, 1959–1961)
- Bronco (5 episodios, 1958–1961)
- The Barbara Stanwyck Show (1 episodio, 1961)
- Bonanza (1 episodio, 1962)
- Kraft Suspense Theatre (1 episodio, 1964)
- Perry Mason (22 episodios, 1957–1964)